# Evangelía Tzambázi
Evangelía Tzambázi (grec moderne : Ευαγγελία Τζαμπάζη ; 5 octobre 1960, Serrès) est une personnalité politique grecque.
De 2004 à 2009, elle est députée européenne au sein du groupe socialiste.